# Parroquia San Martín de Porres (Aragua)
La parroquia San Martín de Porres es una división-político administrativa venezolana, se encuentra ubicada en el municipio Libertador, estado Aragua, Venezuela y posee una población aproximada de 80.074 habitantes. Abarca casi el 56% del municipio.
La parroquia San Martín de Porres limita al norte con la parroquia Santa Rita, al este con la parroquia Palo Negro, al sur con la Encrucijada Palo Negro, y al oeste con el lago de Valencia.
La parroquia abarca la carretera vieja Palo Negro-Santa Rita (Aragua), la Base Aérea El Libertador, la urbanización Base Aérea El Libertador (BAEL), la urbanización Ciudad Socialista Los Aviadores, el Hospital José Antonio Vargas (Seguro Social La Ovallera) y la urbanización La Ovallera.
- Datos: Q3471561